# Saint-Amand-sur-Sèvre
Saint-Amand-sur-Sèvre là một xã trong tỉnh Deux-Sèvres trong vùng Nouvelle-Aquitaine ở phía tây nước Pháp. Xã này nằm ở khu vực có độ cao trung bình 187 mét trên mực nước biển.